# یوسف‌رضا گیلانی
سید یوسف رضا گیلانی (به انگلیسی: Syed Yousuf Raza Gillani) متولد ۹ ژوئن سال ۱۹۵۲ (۱۹ خرداد ۱۳۳۱ خورشیدی) بیست‌ و سومین نخست‌وزیر پاکستان است.
او بیست و سومین نخست‌وزیر این کشور بود. او پیش از کسب این عنوان مقام ریاست مجلس این کشور را برعهده داشت.
گیلانی از طرف حزب مردم پاکستان نامزد کسب این عنوان بود.
گیلانی از تبار عبدالقادر گیلانی می‌باشد که یک رهبر بزرگ اهل سنت از گیلان ایران و مؤسس سلسله تصوف قادریه بود که در بغداد مدفون است و نسبش در همه جا از جمله در ایران (سنی و شیعه)، عراق (شیعه و سنی)، ترکیه، پاکستان، افغانستان و هند پراکنده شده‌اند.

## سلب صلاحیت
دیوان عالی پاکستان ۳۰ خرداد ۱۳۹۱ وی را سلب صلاحیت کرد.